# Айола (містечко, Вісконсин)
Айола (англ. Iola) — місто (англ. town) в США, в окрузі Вопака штату Вісконсин. Населення — 938 осіб (2020).

## Демографія
Згідно з переписом 2010 року, у місті мешкала 971 особа в 399 домогосподарствах у складі 296 родин. Було 542 помешкання
Расовий склад населення:
| - 99,0 % — білих - 0,3 % — вихідців з тихоокеанських островів - 0,2 % — азіатів - 0,1 % — чорних або афроамериканців |

До двох чи більше рас належало 0,3 %. Частка іспаномовних становила 1,3 % від усіх жителів.
За віковим діапазоном населення розподілялося таким чином: 22,3 % — особи молодші 18 років, 59,0 % — особи у віці 18—64 років, 18,7 % — особи у віці 65 років та старші. Медіана віку мешканця становила 48,1 року. На 100 осіб жіночої статі у місті припадало 107,0 чоловіків;  на 100 жінок у віці від 18 років та старших — 104,3 чоловіків також старших 18 років.
Середній дохід на одне домашнє господарство  становив 70 000 доларів США (медіана — 55 855), а середній дохід на одну сім'ю — 76 524 долари (медіана — 67 222). Медіана доходів становила 51 042 долари для чоловіків та 36 806 доларів для жінок. За межею бідності перебувало 6,3 % осіб, у тому числі 9,0 % дітей у віці до 18 років та 3,3 % осіб у віці 65 років та старших.
Цивільне працевлаштоване населення становило 433 особи. Основні галузі зайнятості: виробництво — 29,3 %, освіта, охорона здоров'я та соціальна допомога — 20,8 %, роздрібна торгівля — 8,1 %, публічна адміністрація — 6,7 %.